# Đăk Cấm
Đăk Cấm là một xã thuộc thành phố Kon Tum, tỉnh Kon Tum, Việt Nam.

## Địa lý
Xã Đăk Cấm nằm cách trung tâm thành phố Kon Tum 4 km về phía bắc, có vị trí địa lý:
- Phía đông giáp huyện Kon Rẫy và xã Đăk Blà
- Phía tây giáp phường Ngô Mây
- Phía nam giáp phường Duy Tân và phường Trường Chinh
- Phía bắc giáp huyện Đăk Hà.

Xã Đăk Cấm có diện tích 43,61 km², dân số năm 2020 là 5.976 người, mật độ dân số đạt 137 người/km².

## Hành chính
Xã Đăk Cấm được chia thành 9 thôn: 1, 2, 3, 4, 6, 8, 9, Play Rơ Lâng, Yang Roong.

## Lịch sử
Tháng 8 năm 1976, thành lập xã Đăk Cấm trên cơ sở vùng phát triển kinh tế mới từ các phường nội thị xã Kon Tum.
Ngày 17 tháng 8 năm 1981, Hội đồng Bộ trưởng ban hành quyết định 30-HĐBT về việc chia xã Đắk Cấm thành 2 xã: Đắk Cấm và Ngọk Réo.
Ngày 10 tháng 4 năm 2009, Chính phủ ban hành Nghị định 15/NĐ-CP về việc thành lập thành phố Kon Tum thuộc tỉnh Kon Tum. Xã Đăk Cấm trực thuộc thành phố Kon Tum.